# Kanał Bystry
Kanał Bystry – sztuczny ciek wodny znajdujący się w Augustowie. Zbudowany został w latach 1834–1835.

## Charakterystyka
Pierwotnym jego przeznaczeniem było odprowadzanie nadmiaru wody z systemu Kanału Augustowskiego. Kanał Bystry jest połączony z rzeką Nettą jazem o maksymalnym wydatku wody: 95m³/sek. Wpływa od północnej strony do jeziora Sajno. Kanał jest wykorzystywany jako szlak spływów kajakowych, a także bywa odwiedzany przez wędkarzy. Na wodach kanału żyje kilka gatunków ptaków wodnych: łabędzie, kaczki, perkozy.